# Большие Житковицы
Большие Житковицы — деревня в Плюсском районе Псковской области России. Входит в состав Лядской волости.
Расположена в верховьях реки Яня (притока Плюссы), южнее озера Вороновского, в 42 км к северо-западу от райцентра Плюсса, в 13 км к северо-востоку от волостного центра Ляды. Севернее находится деревня Малые Житковицы.

## Население
Численность населения деревни на 2000 год составляла 7 человек, по переписи 2002 года — 8 человек. 2015 год - собственники недвижимости = 7 человек.